# Emeka Eneli
Chukwuemeka Somto „Emeka” Eneli (ur. 18 października 1999 w Lansing) – amerykański piłkarz pochodzenia nigeryjskiego występujący na pozycji defensywnego pomocnika lub prawego obrońcy, reprezentant Stanów Zjednoczonych, od 2023 roku zawodnik Realu Salt Lake.